# Fox River Grove
Fox River Grove est un village américain situé dans les comtés de Lake et McHenry, dans l’État de l'Illinois.
Au recensement de 2020, sa population était de 4 702 habitants. La ville compte un tremplin de saut à ski : Cary Hill.